# Вы звонили, милорд?
«Вы звонили, милорд?» (англ. You Rang, M'Lord?) — британский ситком, созданный Дэвидом Крофтом и Джимми Перри. Транслировался телеканалом BBC One в период с 1988 по 1993 год.

## Сюжет
Альф Стоукс и Джеймс Твелветрис впервые встречаются солдатами в окопах Франции во время Первой мировой войны. К ужасу Джеймса, они находят тело, казалось бы, мертвого солдата. Альф крадет у него ценные часы. Затем они обнаруживают, что офицер, достопочтенный Тедди Мелдрум, всё ещё жив, и увозят его в полевой госпиталь. Десять лет спустя действие перемещается в величественный дом в 1927 год, где Джеймс работает лакеем в доме брата Тедди, лорда Мелдрума. Альф появляется неожиданно и благодаря своему «героическому» участию в спасении жизни Тедди, вопреки желанию Джеймса, становится новым дворецким. Дочь Альфа, Айви, также начинает работать в доме горничной, хотя её родственную связь с Альфом держат в секрете.
Сериал рассказывает о различных отношениях между аристократией и их слугами, о интригах Альфа и безумных попытках Джеймса остановить его.
Структура ситкома состоит из сопоставления отдельных групп и типов людей. Например, взаимное недоверие и неприязнь между хитрым, нечестным Альфом и честным, довольно ханжеским Джеймсом: классовое негодование, испытываемое Альфом, желание «улучшить общество» сравнивается с готовностью и даже энтузиазмом Джеймса быть слугой.

## Персонажи

### Слуги
- Альф Стоукс (англ. Alf Stokes) (Пол Шэйн) — Интриган-дворецкий. Отец Айви и, несмотря на разлуку, всё ещё женат на матери своей дочери. У него также имеет отношения с миссис Липтон, основанные исключительно на личной выгоде. На протяжении всего сериала Альф придумывает ряд схем, чтобы выманить у лорда Мелдрума его деньги и имущество, хотя обычно они терпят неудачу.
- Джеймс Твелвтрис (англ. James Twelvetrees) (Джеффри Холланд) — Суровый, но добросовестный и честный лакей. Однако он не всегда был таким правильным персонажем, обычно Джеймс был на стороне аристократов, а не своего класса. Часто был довольно неприятен своим высокомерием другим слугам и тем, кого он считал ниже себя.
- Айви Тисдейл (Стоукс) (англ. Ivy Teasdale) (Су Поллард) — Благонамеренная, но довольно наивная служанка, дочь Альфа. Её родственные связи с Альфом являются секретом. Несмотря на честность Айви, служанка часто соглашается на участие в планах отца.
- Миссис Липтон (англ. Mrs. Lipton) (Бренда Коулинг) — Работает поваром у семьи Мелдрумов, присоединилась к ним ещё в юном возрасте. Постепенно она поднялась по карьерной лестнице и стала пищеваром. О её кулинарных способностях ходят легенды на улице. Вне кухни Липтон можно увидеть редко. Хотя обычно повар проявляет сочувствие и доброту к своим коллегам, однако к более низшему классу она относится резко и не так дружелюбно.
- Генри Ливингстон (англ. Henry Livingstone) (Перри Бенсон) — Парень-сапожник, которого бросили ещё младенцем и оставили в корзине на ступеньках приюта на Ливингстон-роуд. Несмотря на то, что Генри занимает второе место в доме по рангу, он часто подвергается резкому осуждению со стороны слуг из-за его комментариев и этикета, обычно это выражается в ударах по уху.
- Мэйбл Уилер (англ. Mable Wheeler) (Барбара Нью) — Посудомойщица, единственная из прислуги не живёт у Мелдрумов, а проживает со своим безработным мужем в бедной части Лондона. Некоторые из коллег считают её изгоем. Из-за её звания и социального статуса Мэйбл не разрешается обедать с другими служителями.

### Семья Мелдрум

Поппи, достопчтенный Тедди, лорд Джордж, Сисси Мелдрум и леди Лавендер

- Лорд Джордж Мелдрум (англ. Lord George Meldrum) (Дональд Хьюлетт) — Хозяин дома, лорд Мелдрум — уважаемый член дворянства, отвечающий за резиновую компанию «Union Jack». У него старомодные викторианские ценности, респектабельный титул и положение в обществе.
- Достопочтенный Тедди Мелдрум (англ. The Honourable Teddy Meldrum) (Майкл Ноулз) — Младший брат Джорджа, служил в пехоте на западном фронте в 1915. В сериале проявлял себя как стереотипный дурачок из высшего сословия. Имел отношения с горничными, потому как не мог устоять перед их «блестящими, вычищенными лицами» и запахом карболового мыла.
- Леди Лавендер Саутвик (англ. Lady Lavender Southwick) (Мэвис Пью) — Свекровь лорда Мелдрума. Живёт со своим попугаем Капитаном на втором этаже дома. Она очень богата и имеет акции во многих компаниях, включая «Union Jack».
- Поппи Мелдрум (англ. Poppy Meldrum) (Сьюзи Бранн) — младшая дочь лорда Мелдрума, — «яркая юная штучка», которая посещает «дикие» вечеринки со своим другом Джерри. Часто готова напомнить тем, кто ниже по социальному классу, о своем высоком положении. На протяжении всего сериала её привлекает лакей Джеймс Твелветрис, с которым она пытается закрутить роман.
- Сисси Мелдрум (англ. Cissy Meldrum) (Кэтрин Рэбетт) — Старшая дочь лорда Мелдрума. Несмотря на свою привлекательность, она одевается по-мужски, участвует в мужских видах спорта и мероприятиях. Приятный персонаж, который проявляет искреннюю заботу как о семье, так и о слугах, часто даря платья или другую женскую одежду Айви. В одной из серий провозглашает себя социалисткой и выдвигается кандидатом от Объединённой рабочей партии, получив место в совете благодаря махинациям Стоукса[4].